# Чудинович, Геннадий
Геннадий Чудинович (нем. Gennadij Cudinovic; 21 февраля 1994, Казахстан) — немецкий борец вольного стиля, участник Олимпийских игр в Токио. 

## Спортивная карьера
В июне 2014 года в польском город Катовице стал бронзовым призёром юниорского первенства Европы. В сентябре 2014 года в Кемерово на втором международном турнире «Шахтерская слава» стал серебряным призёром, уступив в финале представляющему Азербайджан Асланбеку Алборову. В марте 2017 года в венгерском Сомбатхее стал бронзовым призёром чемпионата Европы до 23 лет. В октябре 2019 года стал победителем международного турнира в Нефтеюганске. В марте 2021 года на европейском квалификационном турнире в Будапеште стал обладателем олимпийской лицензии в Токио.

## Спортивные результаты
- Чемпионат Европы по борьбе среди юниоров 2014 — ;
- Чемпионат Европы по борьбе U23 2017 — ;
- Чемпионат Европы по борьбе 2019 — 13;
- Чемпионат Европы по борьбе 2019 — 8;
- Европейские игры 2019 — 13;
- Чемпионат Европы по борьбе 2020 — 5;

## Личная жизнь
Геннадий Чудинович родился в Казахстане, корни его отца из Украины, мать — русскоговорящая немка. Между русскоговорящими сборниками в Германии общается в основном на русском языке. И дома отец всегда говорил: разговаривай на русском - не забывай язык.